# Alt Penedès
Alt Penedès (spanyolul Alto Penedés) járás (comarca) a spanyolországi Katalóniában,  Barcelona tartományban. Alt Penedès Anoia, Baix Llobregat, Garraf, Baix Penedès és Alt Camp comarcákkal határos.

## Települések
- Avinyonet del Penedès – 1 334
- Les Cabanyes – 603
- Castellet i la Gornal – 1 562
- Castellví de la Marca – 1 497
- Font-rubí – 1 297
- Gelida – 4 929
- La Granada – 1 479
- Mediona – 1 638
- Olèrdola – 1 173
- Olesa de Bonesvalls – 2 578
- Pacs del Penedès – 701
- El Pla del Penedès – 893
- Pontons – 450
- Puigdàlber – 376
- Sant Cugat Sesgarrigues – 814
- Sant Llorenç d’Hortons – 1 838
- Sant Martí Sarroca – 2 569
- Sant Pere de Riudebitlles – 2 112
- Sant Quintí de Mediona – 1 906
- Sant Sadurní d’Anoia – 10 708
- Santa Fe del Penedès – 334
- Santa Margarida i els Monjos – 5 545
- Subirats – 2 665
- Torrelavit – 1 138
- Torrelles de Foix – 1 842
- Vilafranca del Penedès – 33 381
- Vilobí del Penedès – 944

## Népesség
A járás népessége az elmúlt időszakban az alábbi módon változott:

| 2019 | 108 411 |
| 2024 | 114 215 |